# Conde (Guimarães)
Conde é uma povoação portuguesa do Município de Guimarães que foi sede da extinta Freguesia de Conde, freguesia que tinha 1,93 km² de área e 1 378 habitantes (2011), e, por isso, uma densidade populacional de 889 hab/km².
A Freguesia de Conde foi extinta em 2013, no âmbito de uma reforma administrativa nacional, para, em conjunto com a Freguesia de Gandarela, formar uma nova freguesia denominada União das Freguesias de Conde e Gandarela da qual é a sede.

## População
| População da freguesia de Conde (1864 – 2011) | População da freguesia de Conde (1864 – 2011) | População da freguesia de Conde (1864 – 2011) | População da freguesia de Conde (1864 – 2011) | População da freguesia de Conde (1864 – 2011) | População da freguesia de Conde (1864 – 2011) | População da freguesia de Conde (1864 – 2011) | População da freguesia de Conde (1864 – 2011) | População da freguesia de Conde (1864 – 2011) | População da freguesia de Conde (1864 – 2011) | População da freguesia de Conde (1864 – 2011) | População da freguesia de Conde (1864 – 2011) | População da freguesia de Conde (1864 – 2011) | População da freguesia de Conde (1864 – 2011) | População da freguesia de Conde (1864 – 2011) |
| --------------------------------------------- | --------------------------------------------- | --------------------------------------------- | --------------------------------------------- | --------------------------------------------- | --------------------------------------------- | --------------------------------------------- | --------------------------------------------- | --------------------------------------------- | --------------------------------------------- | --------------------------------------------- | --------------------------------------------- | --------------------------------------------- | --------------------------------------------- | --------------------------------------------- |
| 1864                                          | 1878                                          | 1890                                          | 1900                                          | 1911                                          | 1920                                          | 1930                                          | 1940                                          | 1950                                          | 1960                                          | 1970                                          | 1981                                          | 1991                                          | 2001                                          | 2011                                          |
| 178                                           | 198                                           | 238                                           | 208                                           | 244                                           | 272                                           | 306                                           | 415                                           | 593                                           | 715                                           | 806                                           | 1 026                                         | 1 150                                         | 1 437                                         | 1 378                                         |